# Реутово (Владимирская область)
Реутово — деревня в Вязниковском районе Владимирской области России, входит в состав муниципального образования «Город Вязники».

## География
Деревня расположена в 15 км на юго-восток от райцентра Вязники.

## История
В конце XIX — начале XX века деревня входила в составе Олтушевской волости Вязниковского уезда. В 1859 году в деревне числилось 13 дворов, в 1905 году — 17 дворов, в 1926 году — 22 двора.
С 1929 года деревня входила в состав Шаулинского сельсовета Вязниковского района, с 1940 года — в составе Перовского сельсовета, с 1965 года — в составе Илевниковского сельсовета, с 2005 года — в составе муниципального образования «Город Вязники».

## Население
| 1859 | 1905 | 1926 | 2002 | 2010 | 2021 |
| ---- | ---- | ---- | ---- | ---- | ---- |
| 130  | ↘86  | ↗93  | ↘2   | ↘0   | →0   |